# Pante Cut
Pante Cut is een bestuurslaag in het regentschap Bireuen van de provincie Atjeh, Indonesië. Pante Cut telt 336 inwoners (volkstelling 2010).